# انتخابات الرئاسة الإيفوارية 2000
انتخابات الرئاسة الإيفوارية 2000 هي الانتخابات الرئاسية التي جرت في 22 أكتوبر 2000، في ساحل العاج، لانتخاب رئيس ساحل العاج ‏، فاز بالانتخابات لوران غباغبو.

## المرشحين
| المرشح       | الحزب | عدد الأصوات |
| ------------ | ----- | ----------- |
| لوران غباغبو |       |             |